# 聖陶壺
聖陶壺（魯凱語：kadilrungane），是台灣魯凱族好茶部落專門祭祀用的聖物，傳統上族人會藉由聖陶壺裡出現的東西來占卜部落接下來的運勢。

## 簡述
聖陶壺位於好茶部落的聖地：慈伯慈伯以西的一處叫「慈伯慈伯安呢」（Cepecepeane）的地方，那裡同時也是慈伯慈伯的聖水出水口，而聖陶壺就位於該地的一棵大樹下，陶壺的口一直都用三層石板擋著以防有東西掉進去或漏水，由於它在宗教祭祀上的神聖性，該地的管制比慈伯慈伯還要嚴格，除了大祭司以外任何人都不許接近。

## 占卜
過去在每年特定的日子，例如好茶部落的豐年祭（約為八月中旬）期間，部落族人都會請祭司去慈伯慈伯安呢占卜，並查看聖陶壺的內容物，目前已知的徵兆有：
| 內容物             | 徵兆                                               |
| ------------------ | -------------------------------------------------- |
| 清澈的水           | 吉兆，部落即將大豐收或有喜事                       |
| 汙濁或略帶鮮紅的水 | 凶兆，即將發生不吉利的事情，例如有人會死於敵人之手 |
| 沒有水，乾的       | 凶兆，即將發生嚴重的飢荒                           |
| 昆蟲               | 吉兆，會獵到很多獵物                               |
| 葉蛾               | 吉兆，部落的族人可以獵到人頭                       |

## 傳說
據說過去有一次發生大水災，洪水把聖陶壺往隘寮南溪下游沖了幾十公里，直到一個名叫Vaniane的地方（位於屏東縣瑪家鄉，現今屏東文化園區附近），雖然聖陶壺奇蹟似的沒有破、也沒有沉到水中，但它漂在河水的漩渦中，許多族人嘗試游泳過去打它拿回來結果都失敗了，直到好茶部落的Dalapadhane家的男子伯冷（Pelenge）下水嘗試時，由於他天生就擁有神力，因此聖陶壺主動往他漂過去，他因此輕鬆把聖陶壺拿回岸上，並且宣布聖陶壺和「自己能看到的土地和河川」都屬於自己，Dalapadhane家因此成為部落中能夠收取貢賦的重要貴族，他們收取的對象還一度包括了附近的排灣族部落。